# مستنقع آلماكلي
مستنقع آلماكلي هو مستنقع ذو غطاء نباتي كثير ومتنوع ومسكن بيئي لجماعات كبيرة من الطيور، يقع جنوب شرق مرتفعات سنهد بإيران، يحتوى المستنقع على نبات القصب وأعواد الخيزران.